# Livilla
Claudia Livia (klassisk latin: CLAVDIA•LIVIA; ca. 13 f.Kr. – 31 e.Kr.) var den eneste datter af Nero Claudius Drusus og Antonia den Yngre og søster til den romerske kejser Claudius og general Germanicus, og dermed faster til kejser Caligulas og mors faster til kejser Neros, såvel som niece og svigerdatter til Tiberius. Hun blev opkaldt efter sin farmor, Augustus hustru Livia Drusilla, og er almindeligvis kendt under sit kælenavn Livilla ("lille Livia"). Hun blev født efter Germanicus og før Claudius.
Hun var to gange gift med en potentielle arving i Det julisk-claudiske dynasti, først med Augustus' dattersøn Gaius Cæsar (død 4 e.Kr.) og senere med Tiberius' søn Drusus den Yngre (død 23 e.Kr.). Eftersigende hjalp hun sin elsker Sejanus med at forgifte hendes anden mand og døde kort efter Sejanus' fald fra magten i 31 e.Kr.

## Ægteskaber
Livilla var gift to gange, først i 1 f.Kr. med Gaius Cæsar, Augustus' dattersøn og arving. Således havde Augustus valgt Livilla som hustru til den kommende kejser. Dette solide royale ægteskab gav sandsynligvis Livilla store forhåbninger om hendes fremtid, måske på bekostning af den ambition, som to andre af Augustus børnebørn, Agrippina den Ældre og Julia den Yngre havde. Men Gaius døde i år 4 e.Kr., og ødelagde Augustus' og Livillas planer.
Samme år ægtede Livilla sin fætter Drusus Julius Cæsar (Drusus den Yngre), søn af Tiberius. Da Tiberius efterfulgte Augustus som kejser i 14 e.Kr., var Livilla igen hustru til en potentiel efterfølger. Drusus og Livilla fik tre børn, en datter ved navn Julia Livia omkring år 7 og tvillingesønner i år 19: Germanicus Gemellus, der døde i år 23, og Tiberius Gemellus, der overlevede den spæde barnealder.

## Livilla position i sin familie
Tacitus beretter, at Livilla var en bemærkelsesværdig smuk kvinde, på trods af at hun havde været ret klodset som barn. Senatus Consultum de Cn. Pisone patre fortæller, at hun blev holdt i den højeste agtelse af sin farbror og svigerfar, Tiberius, og af sin bedstemor Livia Drusilla.
Ifølge Tacitus følte hun vrede og jalousi mod sin svigerinde Agrippina den Ældre, hustruen til hendes bror Germanicus, som hun blev ugunstigt sammenlignet med. Faktisk klarede Agrippina det meget bedre med at føde kejserlige arvinger til familien (som mor til kejser Caligula og Agrippina den Yngre ), og samtidig var hun meget mere populær. Sveton beretter, at hun foragtede sin yngre bror Claudius. Efter at have hørt, at han en dag ville blive kejser, beklagede hun sig offentligt over, at en sådan skæbne ville falde over det romerske folk.
Som med de fleste af de kvindelige medlemmer af det julisk-claudiske dynasti, kan hun også have været meget ambitiøs, især for sit mandlige afkom.

## Affære med Sejanus
Muligvis selv før tvillingernes fødsel havde Livilla indledt en affære med Lucius Aelius Sejanus, Tiberius' prætoriske præfekt. Senere var der nogle (inklusive Tiberius) der havde mistanke om, at Sejanus var far til tvillingerne. Drusus, arving efter Germanicus død i 19 e.Kr., døde i 23 e.Kr., kort efter at have slået Sejanus under et skænderi. Ifølge Tacitus, Sveton og Cassius Dio havde Sejanus forgiftet Drusus, ikke kun fordi han frygtede den fremtidige kejsers vrede, men også fordi han havde planer om den øverste magt og havde til formål at fjerne en potentiel konkurrent, med Livilla som sin medskyldige. Hvis Drusus faktisk var blevet forgiftet, vakte hans død på det tidspunkt ingen mistanke.
Sejanus ønskede nu at ægte enken Livilla. I 25 e.Kr. afviste Tiberius en sådan anmodning, men i 31 e.Kr. gav han til sidst efter. Samme år modtog kejseren beviser fra Antonia den Yngre, Livillas mor og hans svigerinde, at Sejanus planlagde at vælte ham. Tiberius fik Sejanus fordømt i Senatet, og fik ham derefter arresteret og slæbt i fængsel for at blive dræbt. En blodig udrensning brød derefter løs i Rom, hvor det meste af Sejanus' familie (herunder hans børn) og tilhængere endte med at dele hans skæbne.

## Anklager og død
Efter at have hørt om hendes børns død begik Sejanus' tidligere hustru Apicata selvmord. Ifølge Cassius Dio sendte hun før sin død et brev til Tiberius, hvor hun anklagede Sejanus og Livilla for at have forgiftet Drusus. [Historien skal læses med forsigtighed. Barbara Levick skriver, at Sejanus må have myrdet Drusus i selvforsvar, fordi kun Tiberius stod mellem prætorianergardens præfekt og afslutningen på hans karriere i hænderne på Drusus. Desuden skriver hun, at det er endnu mindre sandsynligt, at Livilla ville have været medskyldig i ødelæggelsen af sin familie, nøglen til hendes børns fremtid. Levick afviser anklagen om Apicata som hævnen fra en kvinde, hvis mand forlod hende til fordel for en anden.] Drusus' mundskænk Lygdus og Livillas læge Eudemus blev afhørt, og under tortur bekræftede de Apicatas anklage.
Livilla døde kort efter, enten ved at blive dræbt eller ved selvmord. Ifølge Cassius Dio overgav Tiberius Livilla til hendes mor, Antonia den Yngre, som spærrede hende inde i et værelse og sultede hende ihjel.
I begyndelsen af 32 e.Kr. foreslog senatet "forfærdelige dekreter... mod hendes selve statuer og minde".
Efter hendes død var der yderligere beskyldninger om utroskab med hendes læge Eudemus og med senatoren og digteren Mamercus Aemilius Scaurus.

## Portrætter
Den ikonografiske identifikation af Livilla har givet mange problemer, hovedsageligt på grund af de damnatio memoriae, som Senatet vedtog imod hende efter hendes død.
En kamé af en dame med silhuetter af to spædbørn er foreløbigt blevet identificeret som Livilla. Selvom det er muligt, at den siddende kvinde til højre på Frankrigs store Kamé repræsenterer Livilla, virker det mere sandsynligt, at kvindefiguren, der sidder til venstre og holder en rulle, repræsenterer Livilla, der er afbildet som enkefruen til Drusus den Yngre, set lige over hende som en af de tre himmelske kejserlige mandsfigurer.

## Kulturskildringer
Livilla har været afbildet i tre tv-serier om den tidlige kejsertid. I den britiske tv-serie The Caesars fra 1968 blev hun portrætteret af Suzan Farmer.
I 1976 BBC TV-serien Jeg, Claudius blev hun spillet af Patricia Quinn. I den serie har hun en affære med Agrippa Postumus, men Livia overtaler hende til at anklage ham for voldtægt, hvilket fører til hans eksil. Hun myrder Drusus med hjælp fra Sejanus og planlægger også med ham at myrde Tiberius, men hendes mor finder beviserne og sender dem til Tiberius via Claudius. Hun mener også, at Livilla forsøger at myrde sin datter for at stå i vejen for hende. Livilla bliver derefter lukket inde i et værelse af sin mor, som siger, at Livilla ikke vil lukket ud, før hun er død.
I miniserien A.D. fra 1985 blev hun spillet af Susan Sarandon.